# 王竹泉
王竹泉（1891年4月9日—1975年7月24日），字云卿，又名宗琪，男，直隶（今河北）交河人，中华人民共和国地理学家、中国科学院院士。

## 生平
王竹泉出生于直隶省交河县陈屯村，早年在家乡私塾发蒙。14岁入交河县高等小学，随后考入河间县中学。20岁中学毕业，出远门求学深造。先考入了南京铁路专门学校，后转学考入天津高等工业专门学校。1913年，考入农商部地质研究所。1916年毕业，担任农商部地质调查所调查员。1917年，首先发现大同煤田，为含有石炭二叠纪及侏罗纪两组含煤地层并存的煤田，从而扩大了煤田煤炭储量。
1922年，他根据在山西保德县红层下部所采集的化石，指出在上石炭统上部还发育有二叠纪地层。此分析推翻了李希霍芬、葛利普确定的含煤地层为下石炭统的结论，为山西石炭二叠纪地层的划分和对比提供了新的证据。1925年，他编出中国第一张山西省地质构造纲要图，并发表《山西地质构造纲要》论文。
1926年，他发表了《中国地质图（太原—榆林幅）说明书》，也是中国编制1：100万区域地质图最早者之一。这篇地质说明书全文分地层、火成岩、构造地质、地文、经济地质5部分共7万多字，并附有1/100万区域地质图及全区地层对比图、剖面图、构造地质图等数十幅图件。1929年，他获中华教育文化基金会资助，赴美国威斯康星大学地质系念研究生。1930年获硕士学位。同年，转入美国麻省理工学院地质系作研究生。
1932年，他与潘钟祥应国防设计委员会之请，前往陕北勘探油田，后联名发表了《陕北油田地质》一文。将下侏罗统下部含煤地层的时代更正为三叠纪。并指出，陕北油层大致可以分为3组：即中、上三叠统的延长组（4个油层）和永平组（2个油层）；下侏罗统的肤施组（3个油层）。
1937年七七事变后，辗转长沙、重庆等地，进行矿产调查。1940年回北京闲居，抗日胜利后，担任北京大学地质系教授。1950年3月，担任燃料部工程师、中国科学院委员。同年6月任煤炭总局地质工程师，1956年总结华北煤变规律，同年12月加入中国共产党。
1956年，他出席中国人民政治协商会议第二届全国委员会第二次全体会议，并当选全国煤矿先进生产者代表会议特邀代表，以及主席团执行主席，同年加入中国共产党。1957年，当选为中国科学院地学部学部委员、国务院科学规划委员会地质矿产组组员。同年，被选聘为中国科学院学部委员。1958年，王竹泉发表了《中国北部石炭二叠纪煤系古地理之新解释及其对预测新煤田之意义》论文。根据大量的勘探资料，对中国北方主要含煤地层进行了综合分析研究。
1964年，他完成了《华南晚二叠世煤田形成条件及分布规律》的课题。此项研究成果于1978年获全国科学大会奖。
1975年7月24日，王竹泉在北京因病逝世，享年84岁。